# Master of Ceremonies
(Saga, Wanna be MC)
Master of Ceremonies, noto anche con la sigla MC, è un'espressione di lingua inglese che significa, letteralmente, "maestro di cerimonie". L'MC'ing è una delle cinque  discipline che compongono l'hip hop.
Spesso il termine "MC" ed il termine "rapper" vengono usati come se fossero sinonimi. In realtà un MC è un rapper, ma il rapper non è sempre un MC. La caratteristica comune ai due personaggi è la capacità di comporre testi che abbiano un senso, che parlino di un qualcosa dall'inizio alla fine della composizione. Ma un rapper per essere veramente un bravo maestro di cerimonia, come dice chiaramente il suo nome, deve anche:
1. riuscire a fare freestyle, cioè improvvisare delle rime su qualsiasi base, sul silenzio, o con l'accompagnamento di un beat-boxer;
2. avere il flow (letteralmente flusso, inteso come il ritmo) necessario per riuscire a "trascinare" la folla che sta ascoltando.

Anche se si può fare rap (rappare) a cappella, solitamente un MC è accompagnato da qualcuno che possa fornirlo di una base, che può essere il dj o il beat-boxer. In sostanza l'MC è il più alto grado di esperienza attribuibile a un rapper.